# Geelborstbootsnavel
De geelborstbootsnavel (Machaerirhynchus flaviventer) is een zangvogel uit de familie Machaerirhynchidae (bootsnavels).

## Verspreiding en leefgebied
Deze soort komt voor in Nieuw-Guinea en Australië en telt zes ondersoorten:
- M. f. albifrons: Waigeo en Salawati (ten westen van Nieuw-Guinea).
- M. f. albigula: Misool en van westelijk Nieuw-Guinea tot noordelijk-centraal Nieuw-Guinea.
- M. f. novus: noordkust van zuidoostelijk Nieuw-Guinea.
- M. f. xanthogenys: zuidelijk en zuidoostelijk Nieuw-Guinea en de Aru-eilanden.
- M. f. flaviventer: noordelijk en oostelijk Kaap York (noordoostelijk Australië).
- M. f. secundus: noordoostelijk Queensland (noordoostelijk Australië).

## Status
De grootte van de populatie is niet gekwantificeerd maar de soort wordt omschreven als vrij algemeen. Op de Rode lijst van de IUCN heeft deze soort de status niet bedreigd.